# Caloptilia sapiivora
Caloptilia sapiivora är en fjärilsart som beskrevs av Tosio Kumata 1982. Caloptilia sapiivora ingår i släktet Caloptilia och familjen styltmalar. Inga underarter finns listade i Catalogue of Life.